# Thujopsis latifolia
Thujopsis latifolia là một loài thực vật hạt trần trong họ Cupressaceae. Loài này được hort. ex Lavallée mô tả khoa học đầu tiên năm 1877.